# Elachista dispunctella
Elachista dispunctella — вид лускокрилих комах родини злакових молей-мінерів (Elachistidae).

## Поширення
Вид поширений в Європі. Присутній у фауні України.

## Спосіб життя
Імаго літають з квітня по травень і знову з липня по серпень. Личинки живляться листям різних видів костриці, зокрема костриці овечої та Festuca duriuscula. Вони мінують листя рослини-господаря.